# 앙드레 르 노트르

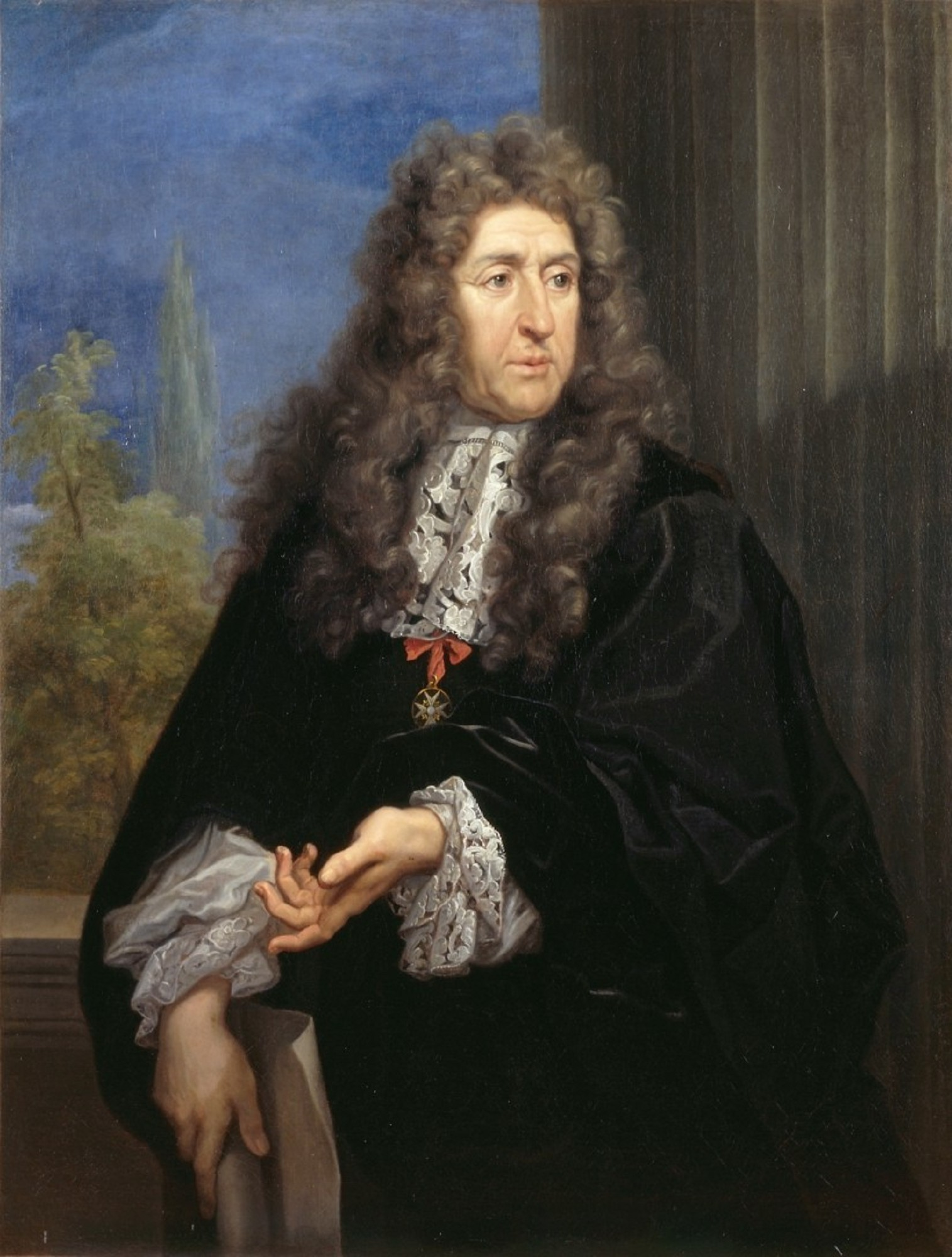

앙드레 르 노트르(André Le Nôtre, 프랑스어 발음: [ɑ̃dʁe lə notʁ]; 1613년 3월 12일~1700년 9월 15일)은 프랑스의 조경가이자 프랑스 왕 루이 14세의 수석 정원사였다. 베르사유궁의 정원을 디자인한 조경가였다. 그의 작품은 프랑스의 정식 정원 스타일, 즉 프랑스식 정원(jardin à la française)의 정점을 대표한다.
베르사유 작업에 앞서 르 노트르는 보르비콩트(Vaux-le-Vicomte) 공원에서 루이 르 보(Louis Le Vau) 및 샤를 르브룅과 협력했다. 그의 다른 작품으로는 샹티이성, 퐁텐블로궁, 생 클루 및 생제르맹의 정원과 공원 디자인이 있다. 계획에 대한 그의 공헌도 상당했다. 튀일리에서 그는 서쪽으로 전망을 확장했으며 나중에 샹젤리제 거리가 되었고 역사의 축을 구성했다.

## 같이 보기
- 바로크 건축
- 프랑스식 정원